# Erabutoxina
Las erabutoxinas a, b y c son proteínas neurotóxicas que se encuentran en el veneno mortal de la serpiente de agua Laticauda semifasciata. Son proteínas constituidas por 62 aminoácidos y pertenecen a la clase de las neurotoxinas de cadena corta (α neurotoxinas).
Presentan una solubilidad superior a 10 mg/mL.
Todas las erabutoxinas parten de la misma estructura, pero tienen cambios en algunos aminoácidos. En la erabutoxina a la His-26 de la erabutoxina b es remplazada por Asn-26 y en la erabutoxina c la Lys-51 de la erabutoxina b es reemplazada por Asn-51. Además presentan 4 puentes disulfuro.

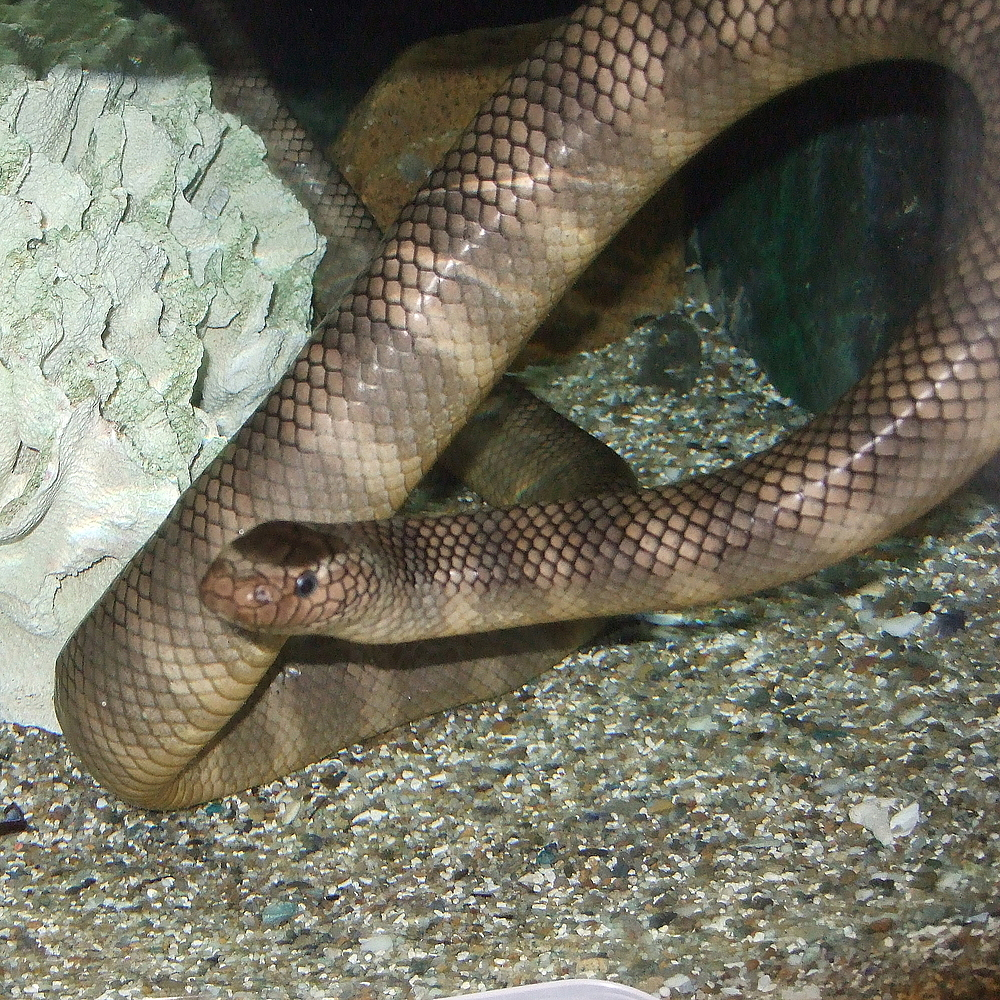
Laticuada semifasciata

 La erabutoxina a y b explican un 95% de la letalidad del veneno, mientras que la erabutoxina c explica el 5% restante.
La toxina tiene una temperatura de inactivación a 100 °C y además puede ser inactivada por la pronasa y la tripsina.

## Mecanismo de toxicidad
Las erabutoxinas bloquean la transmisión neuromuscular en la membrana post-sináptica por bloqueo del receptor nicotínico de acetilcolina, que se localiza en la placa motora.
La toxicidad de la erabutoxina a y b ha sido demostrada mediante músculo aislado de rana (Rana nigromaculata) en el cual la actividad del nervio ciático fue inhibida, pero no la capacidad de contracción del músculo por estimulación directa. Cuando las toxinas se unen al receptor de acetilcolina, las contracciones del músculo se inhiben. Estos resultados demuestran que las toxinas impiden la unión de acetilcolina al receptor de acetilcolina (AChR) en la membrana postsináptica de manera similar al curare, de tal forma que ambos inhiben la contracción muscular inducida por acetilcolina.
Ninguno de los residuos de aminoácidos que las componen son responsables por sí mismos de la unión al receptor de acetilcolina, en cambio, la colaboración entre los distintos residuos de la región cargada de la cadena (Lys27, Asp31, Arg33, Glu38, Lys47), los de las zonas hidrofílicas (Gln7, Gln10) y los de las regiones hidrofóbicas (Trp29, Ile36) colocados en la orientación apropiada son necesarios para la correcta unión con el receptor. Además el Trp29 puede tener cierta importancia en la afinidad por la membrana.

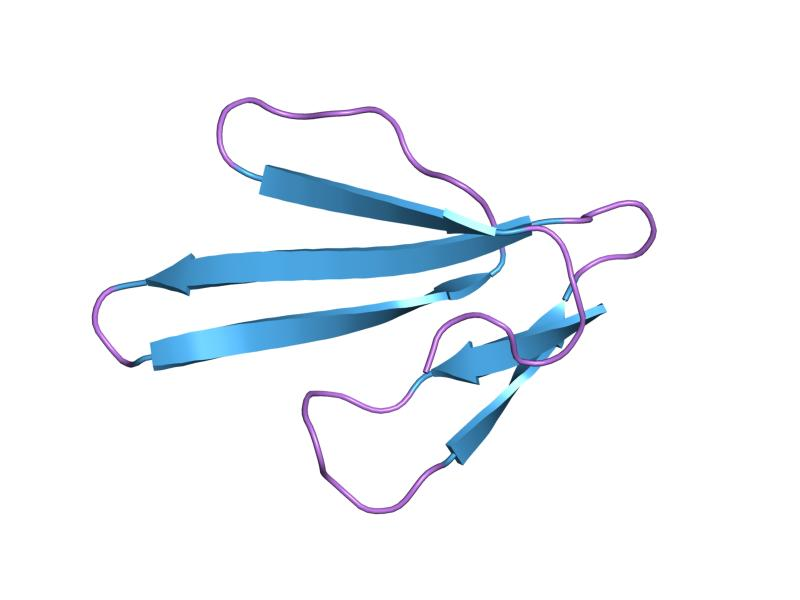
Estructura tridimensional de la erabutoxina. Peso molecular 6837,59 g/mol. Fórmula molecular C_{284}H_{442}N_{86}0_{95}S_{8}

## Efectos tóxicos
El principal efecto producido por la administración de erabutoxina es la parada respiratoria, que se caracteriza por ser reversible y se mantiene entre 10 y 20 horas.
Tras la administración de erabutoxina aparece bradicardia junto con cambios en la presión arterial que desaparecen rápidamente tras la aplicación de respiración artificial.
Dado que la erabutoxina es capaz de inhibir el sistema respiratorio sin afectar al sistema circulatorio, podría ser un principio activo útil para estudiar la función circulatoria.
Otros efectos tóxicos que se han descrito:
- Reacciones alérgicas oculares y cutáneas en sujetos sensibles tras la exposición prolongada
- Parálisis flácida con anestesia
- Disnea

Todavía no se han investigado adecuadamente todos los efectos tóxicos que pueden tener las erabutoxinas.
En cuanto a la dosis letal 50 (DL50) intramuscular, varía en función de la especie en la que se ha ensayado, siendo de 0,07 mg/Kg en rata y de 0,15 mg/Kg en ratón.

## Tratamiento
El tratamiento principal se basa en la aplicación de respiración artificial. En el momento en el que esta se aplica, la frecuencia cardíaca y la presión sanguínea vuelven a valores normales. Dado que el efecto de la erabutoxina dura entre 10 y 20 horas, es necesario mantenerla hasta que se recupere la función respiratoria.
Otra opción de tratamiento podrían ser los estimulantes respiratorios y los anti-curares como la dimorfolamina, la picrotoxina, la neostigmina y el edrofonio. Estos fármacos no son capaces de inducir la respiración cuando esta ha cesado por completo, por lo tanto, solo son útiles cuando aún se mantiene el 30% de la función respiratoria.